# Балотешти (Илфов)
Балотешти (рум. Baloteşti) насеље је у Румунији у округу Илфов у општини Балотешти. Oпштина се налази на надморској висини од 94 m.

## Прошлост
У месту је у другој половини 19. века живео богати Србин, трговац Ранђел Стојановић, родом из Јагодине. Ранђел је рођен 1830. године од оца Маринка и мајке Иконије. Као дете је дошао у Београд, где је изучио памуклијашки занат. Радио јеSIRUTA код фирме Крсмановић и Паранос, која је трговала кожама. Отишао је у Румунију са 12 дуката у џепу и сишао са брода у Ђурђеву. Одатле је кренуо посао и за годину дана стекао 40.000 дуката. Бавио се трговином, а обогатио се тргујући са сољу (у Кампањи) и кожама. Затим је кренуо да купује "мушије" тј. бољарска имања, која је прво узимао у закуп. Држао је Србе на својим имањима који су умели да исте сачувају од напада румунске сиротиње. Једном приликом је дао велики прилог књижевнику Јанку Веселиновићу да покрене лист "Звезду" у Београду. Стојановић је умро 1910. године у Бечу, где се преселио пред смрт. Он је са 64 године живота тестаментом основао "Задужбину Аранђела С. Стојановића и његове мајке Иконије (Николије?)" са капиталом од неколико милиона динара. На почетку тестамента је написао: "Дужност је сваког Србина да у своме животу не пропусти прилику да помогне својој домовини". Сво своје имање оставио је Краљевини Србији, а то је било 1,2 милиона динара у готовини и 1,1 милион динара у имању у Балотештију. Стојановић је тражио да се од тог новца сагради велика модерна болница у Београду, у којој би се лечила искључиво српска сиротиња. За имућније пацијенте који је требало да плаћају лечење, предвиђена је изградња посебног одељења. Болница је требало да носи назив његове задужбине. Велики народни задужбинар је пренесен из Беча, и сахрањен са почастима у Београду, фебруара 1910. године.

## Становништво
Према подацима из 2002. године у насељу је живело 6726 становника.

### Попис2002.
| Расподела становништва по националности 2002.‍ | Расподела становништва по националности 2002.‍ | Расподела становништва по националности 2002.‍ | Расподела становништва по националности 2002.‍ | Расподела становништва по националности 2002.‍ |
| --------------------------------------------- | --------------------------------------------- | --------------------------------------------- | --------------------------------------------- | --------------------------------------------- |
|                                               |                                               |                                               |                                               |                                               |
| Румуни                                        | Румуни                                        |                                               | 6.443                                         | 95,8%                                         |
| Мађари                                        | Мађари                                        |                                               | 9                                             | 0,1%                                          |
| Роми                                          | Роми                                          |                                               | 243                                           | 3,6%                                          |
| Немци                                         | Немци                                         |                                               | 3                                             | 0,0%                                          |
| Руси                                          | Руси                                          |                                               | 4                                             | 0,1%                                          |
| Италијани                                     | Италијани                                     |                                               | 3                                             | 0,0%                                          |
| други                                         | други                                         |                                               | 17                                            | 0,3%                                          |

### Хронологија
| Година       | 1992 | 1993 | 1994 | 1995 | 1996 | 1997 | 1998 | 1999 | 2000 | 2001 | 2002 | 2003 | 2004 | 2005 | 2006 | 2007 | 2008 | 2009 | 2010 | 2011 | 2012 | 2013 | 2014 | 2015 | 2016 | 2017 |
| ------------ | ---- | ---- | ---- | ---- | ---- | ---- | ---- | ---- | ---- | ---- | ---- | ---- | ---- | ---- | ---- | ---- | ---- | ---- | ---- | ---- | ---- | ---- | ---- | ---- | ---- | ---- |
| Становништво | 5622 | 5822 | 6037 | 6079 | 6110 | 6132 | 6232 | 6232 | 6285 | 6295 | 6297 | 6366 | 6474 | 6614 | 6707 | 6765 | 6893 | 7064 | 7180 | 7391 | 7575 | 7778 | 8001 | 8169 | 8349 | 8555 |